# Uzana I
Cette page contient des caractères spéciaux ou non latins. S’ils s’affichent mal (▯, ?, etc.), consultez la page d’aide Unicode.
Uzana I de Pinya (birman ပထမ ဥဇနာ (ပင်းယ), pətʰàma̰ ʔṵzənà ; 1299 – après 1343) fut le deuxième roi de Pinya, de 1324 à 1343. Il hérita du trône de son beau-père Thihathu et régna à l'Est de l'Irrawaddy, dans le centre de l'actuelle Birmanie (république de l'Union du Myanmar). À l'ouest du fleuve se trouvait le Royaume de Sagaing, fondé par le fils aîné de Thihathu, Sawyun.
Bien qu'il ait régné presque 20 ans, Uzana I, d'ethnie birmane, n'exerça pas la réalité du pouvoir, qui était détenue par les ministres shans de sa cour. En 1343, il abdiqua pour devenir ermite. Il fut remplacé sur le trône par son demi-frère Kyawswa I, fils de sa mère et de Thihathu.

## Arrière-plan
Uzana était un petit-fils de Narathihapati († 1287), le dernier grand roi de Pagan. Son père Kyawswa et sa mère Mi Saw U, enfants de Narathihapati, étaient demi-frère et demi-sœur. Uzana était encore dans le ventre de sa mère lorsqu'en décembre 1298 son père Kyawswa fut détrôné par les « Trois frères Shans ». Le plus jeune des trois, Thihathu, corégent du Royaume de Myinsaing, épousa sa mère, dont il fit sa reine, et adopta Uzana après sa naissance, survenue vers mars 1299.

## Prince héritier (1315–1324)
En 1315, trois ans après avoir fondé un nouveau royaume à Pinya, Thihathu choisit Uzana comme prince héritier aux dépens de ses propres fils. L'aîné, Sawyun, quitta Pinya avec ses partisans pour fonder un royaume rival à Sagaing, quelques kilomètres plus au sud, sur l'autre rive de l'Irrawaddy. Il resta formellement loyal à son père, qui n'avait plus l'énergie de punir pour sa rébellion.

## Règne (1324–1343)
À la mort de Thihathu en 1324, les deux royaumes se séparèrent formellement. Celui de Pinya régna à l'Est du fleuve et celui de Sagaing à l'Ouest. Uzana, dernier vestige de la dynastie de Pagan, était une anomalie à la cour de Pinya, dominée par des ministres et des généraux Shans. Durant son règne de presque vingt ans, il fut donc surtout le gardien du trône pour son successeur, son demi-frère maternel Kyawswa I. Celui-ci, fils de Thihatu et petit-fils de Narathihapati par sa mère Mi Saw U, appartenait à la fois à la dynastie de Pagan et à celle de Pinya, ce qui en faisait un roi idéal. Uzana abdiqua en sa faveur en 1343 et se fit ermite. On ignore sa date de décès.